# Lipthay Antal
Kisfaludi és lubellei Lipthay Antal (Szécsény, 1745 – Padova, 1800. február 17.) magyar katona, császári altábornagy.

## Élete
A nemesi származású kisfaludi és lubellei Lipthay család sarja. Lipthay Sándor (1714-1765) és Tapolcsányi Erzsébet harmadik gyermeke. Ezredének négy századával a törökök elleni háború elején Újpalánkánál 1788. szeptemberében a szultán csapatainak partraszállását megakadályozta, majd 1790. január 6-án a negotini csatában jelentős győzelmet vívott. Tábornokká léptették elő, majd 1795-ben már Itáliában harcolt, 1796. augusztus 6-án a castiglionei csatában súlyos sebet kapott. Sebesüléséből meglepően gyorsan felépült, majd 1799-ben már részt vett az itáliai hadjáratban. A veronai harcokban ezúttal több súlyos sérülést is kapott, és ezek egyikébe nem sokkal később belehalt. Hadi tettei mellett Lipthay Antal szerezte családjának bánsági birtokait is.

## Családja
Neje Antonia von Obell (1757-1812) volt, akitől három gyermeke született:
- Lipthay Frigyes (1785-1839), 1830-ban bárói címet szerzett; felesége: zsombolyai Csekonics Karolina (1789-1871), Csekonics József dandártábornok leánya
- Lipthay Anna; férje: dezséri báró Rudnyánszky Sándor
- Lipthay Ernesztina; férje: Joseph von Zedlitz báró (1790-1862)